# Hydroptila arctia
Hydroptila arctia is een schietmot uit de familie Hydroptilidae. De soort komt voor in het Neotropisch en het Nearctisch gebied.